# Relais 4 × 100 mètres masculin aux championnats du monde d'athlétisme 2011
Navigation
Berlin 2009 Moscou 2013
L'épreuve du relais 4 × 100 mètres masculin des championnats du monde de 2011 s'est déroulée le 4 septembre 2011 dans le Stade de Daegu en Corée du Sud. Elle est remportée par l'équipe de Jamaïque (Nesta Carter, Michael Frater, Yohan Blake et Usain Bolt)  qui établit un nouveau record du monde en 37 s 04. C'est l'épreuve finale et la seule où un record du monde est battu.

## Records et performances

### Records
Les différents records de cette épreuve (ceux du monde, des championnats et ceux de chaque continent) étaient les suivants juste avant les championnats 2011 :
| Record du monde           | Jamaïque Nesta Carter Michael Frater Usain Bolt Asafa Powell              | 37 s 10 | Pékin    | 22 août 2008       |
| Record des championnats   | Jamaïque Steve Mullings Michael Frater Usain Bolt Asafa Powell            | 37 s 31 | Berlin   | 22 août 2009       |
| Record d'Afrique          | Nigeria Osmond Ezinwa Olapade Adeniken Francis Obikwelu Davidson Ezinwa   | 37 s 94 | Athènes  | 9 août 1997        |
| Record d'Asie             | Japon Naoki Tsukahara Shingo Suetsugu Shinji Takahira Nobuharu Asahara    | 38 s 03 | Ōsaka    | 1er septembre 2007 |
| Record d'Amérique du Nord | Jamaïque Nesta Carter Michael Frater Usain Bolt Asafa Powell              | 37 s 10 | Pékin    | 22 août 2008       |
| Record d'Amérique du Sud  | Brésil Vicente de Lima Édson Ribeiro André Domingos Claudinei da Silva    | 37 s 90 | Sydney   | 30 septembre 2000  |
| Record d'Europe           | Royaume-Uni Jason Gardener Darren Campbell Marlon Devonish Dwain Chambers | 37 s 73 | Séville  | 29 août 1999       |
| Record d'Océanie          | Australie Paul Henderson Tim Jackson Steve Brimacombe Damien Marsh        | 38 s 17 | Göteborg | 12 août 1995       |

## Critères de qualification
Pour se qualifier pour cette compétition (minima A), il fallait avoir réalisé moins de 39 s 20 entre le 1er janvier 2010 et le 15 août 2011 dans une compétition reconnue.
Au total, vingt-trois équipes se sont inscrites :
| Pays                       | Record national | Meilleur temps 2011 | Temps de qualification |
| -------------------------- | --------------- | ------------------- | ---------------------- |
| Australie                  | 38 s 17         | 39 s 51             | 39 s 14                |
| Brésil                     | 37 s 90         | 38 s 77             | 38 s 77                |
| Canada                     | 37 s 69         | 38 s 65             | 38 s 45                |
| Chine                      | 38 s 78         | 39 s 15             | 38 s 78                |
| France                     | 37 s 79         | 38 s 71             | 38 s 11                |
| Royaume-Uni                | 37 s 73         | 38 s 60             | 38 s 41                |
| Allemagne                  | 38 s 30         | 38 s 66             | 38 s 44                |
| Ghana                      | 38 s 12         | 38 s 93             | 38 s 93                |
| Italie                     | 38 s 17         | 38 s 89             | 38 s 17                |
| Jamaïque                   | 37 s 10         | 38 s 33             | 37 s 76                |
| Japon                      | 38 s 03         | 38 s 78             | 38 s 54                |
| Corée du Sud               | 39 s 04         | 39 s 04             | 39 s 04                |
| Pays-Bas                   | 38 s 63         | 39 s 09             | 39 s 09                |
| Pologne                    | 38 s 33         | 38 s 84             | 38 s 83                |
| Portugal                   | 38 s 88         | 39 s 17             | 38 s 88                |
| Porto Rico                 | 39 s 15         | 39 s 71             | 39 s 15                |
| Afrique du Sud             | 38 s 47         | 39 s 56             | 39 s 12                |
| Saint-Christophe-et-Niévès | 38 s 98         | 38 s 98             | 38 s 98                |
| Suisse                     | 38 s 69         | 38 s 98             | 38 s 69                |
| Thaïlande                  | 38 s 80         | 39 s 68             | 39 s 09                |
| Taipei chinois             | 39 s 05         | 39 s 24             | 39 s 05                |
| Trinité-et-Tobago          | 37 s 62         | 38 s 89             | 38 s 24                |
| États-Unis                 | 37 s 40         | 37 s 90             | 37 s 45                |

Ni la Colombie, ni Cuba, ni l'Inde, ni la Russie qui auraient pu inscrire une équipe de relais en raison de leurs temps obtenus en 2010-2011 ne l'ont fait tandis que les Antilles néerlandaises qui n'existent plus en tant qu'État étaient dans le même cas.

## Meilleurs temps 2011
| Rang | Pays                       | Meilleur temps 2011 | Composition                                                              | Lieu               | Date            | Athlètes sélectionnés                                                                                 |
| ---- | -------------------------- | ------------------- | ------------------------------------------------------------------------ | ------------------ | --------------- | --- |
| 1.   | États-Unis « Red »         | 37 s 90             | Trell Kimmons Mike Rodgers Justin Gatlin Walter Dix                      | Lignano Sabbiadoro | 19 juillet 2011 | Walter Dix Justin Gatlin Trell Kimmons Ivory Williams Travis Padgett                                  |
| 2.   | Jamaïque                   | 38 s 33             | Asafa Powell Michael Frater Nesta Carter Steve Mullings                  | Philadelphie       | 30 avril 2011   | Yohan Blake Nesta Carter Mario Forsythe Michael Frater Dexter Lee Asafa Powell                        |
| 3.   | Royaume-Uni                | 38 s 60             | Christian Malcolm Craig Pickering James Ellington Harry Aikines-Aryeetey | Stockholm          | 18 juin 2011    | Harry Aikines-Aryeetey Marlon Devonish Mark Lewis-Francis Craig Pickering Daniel Talbot               |
| 4.   | Canada                     | 38 s 65             | Gavin Smellie Oluseyi Smith Jared Connaughton Bryan Barnett              | Rome               | 26 mai 2011     | Bryan Barnett Jared Connaughton Sam Effah Gavin Smellie Oluseyi Smith Justyn Warner                   |
| 5.   | Allemagne                  | 38 s 66             | Tobias Unger Marius Broening Sebastian Ernst Martin Keller               | Ratisbonne         | 4 juin 2011     | Christian Blum Marius Broening Robin Erewa Sven Knipphals Alex Schaf Tobias Unger                     |
| 6.   | France                     | 38 s 71             | Teddy Tinmar Christophe Lemaitre P.-A. Pessonneaux Ronald Pognon         | Stockholm          | 18 juin 2011    | Emmanuel Biron Christophe Lemaitre Yannick Lesourd Ronald Pognon Teddy Tinmar Jimmy Vicaut            |
| 7.   | Brésil                     | 38 s 77             | Nilson Andrè Sandro Viana Ailson Feitosa Basílio de Moraes               | São Paulo          | 22 mai 2011     | Nilson Andrè Diego Cavalcanti Bruno de Barros Carlos Roberto de Moraes Jr Ailson Feitosa Sandro Viana |
| 8.   | Japon                      | 38 s 78             | Masashi Eriguchi Shintaro Kimura Shinji Takahira Hitoshi Saitō           | Kawasaki           | 8 mai 2011      | Masashi Eriguchi Sota Kawatsura Hitoshi Saito Shinji Takahira Kei Takase                              |
| 9.   | Pologne                    | 38 s 84             | Olaf Paruzel Dariusz Kuć Robert Kubaczyk Kamil Kryński                   | Szczecin           | 25 juin 2011    | Kamil Kryński Robert Kubaczyk Dariusz Kuć Kamil Masztak Paweł Stempel Artur Zaczek                    |
| 10.  | Italie                     | 38 s 89             | Roberto Donati Simone Collio Emanuele Di Gregorio Fabio Cerutti          | Rome               | 26 mai 2011     | Fabio Cerrutti Simone Collio Emanuele Di Gregorio Matteo Galvan Jacques Riparelli Michael Tumi        |
| 11.  | Trinité-et-Tobago          | 38 s 89             | Aaron Armstrong Darrel Brown Emmanuel Callender Keston Bledman           | Mayagüez           | 16 juillet 2011 | Aaron Armstrong Keston Bledman Marc Burns Emmanuel Calender Rondel Sorrillo                           |
| 12.  | Ghana                      | 38 s 93             | Emmanuel Appiah Kubi Tim Abeyie Ashhad Agyapong Aziz Zakari              | Kumasi             | 6 août 2011     | Tim Abeyie Sheperd Kofi Agbeko Ashhad Agyapong Emmanuel Appiah Kubi Aziz Zakari                       |
| 13.  | Suisse                     | 38 s 98             | Pascal Mancini Reto Schenkel Aron Beyene Marc Schneeberger               | La Chaux-de-Fonds  | 3 juillet 2011  | Aron Beyene Pascal Mancini Reto Schenkel Marc Schneeberger Alex Wilson                                |
| 14.  | Saint-Christophe-et-Niévès | 38 s 98             | Jason Rogers Kim Collins Antoine Adams Brijesh Lawrence                  | Londres            | 6 août 2011     | Antoine Adams Kim Collins Delwayne Delaney Brijesh Lawrence Jason Rogers                              |
| 15.  | Corée du Sud               | 39 s 04             | Yeo Ho-suah Jeong Duk-hyung Kim Kuk-young Lim Hee-nam                    | Jiaxing            | 22 mai 2011     | Cho Kyu-won Jeong Duk-hyung Kim Jin-kuk Kim Kuk-young Lim Hee-nam Yeo Ho-suah                         |
| 16.  | Russie                     | 39 s 09             | Aleksandr Brednev Konstantin Petryashov Roman Smirnov Aleksandr Khyutte  | Stockholm          | 18 juin 2011    | aucune équipe sélectionnée                                                                            |
| 17.  | Pays-Bas                   | 39 s 09             | Mike van Kruchten Patrick van Luijk Brian Mariano Churandy Martina       | Lignano Sabbiadoro | 19 juillet 2011 | Giovanni Codrington Jerrel Feller Brian Mariano Churandy Martina Mike van Kruchten Patrick van Luijk  |
| 18.  | Chine                      | 39 s 15             | Lao Yi Liang Jiahong Su Bingtian Chen Qiang                              | Kobé               | 8 juillet 2011  | Chen Qiang Lao Yi Liang Jiahong Su Bingtian Zheng Dongsheng                                           |
| 19.  | Portugal                   | 39 s 17             | Ricardo Monteiro João Ferreira Arnaldo Abrantes Yazalde Nascimento       | Malaga             | 7 août 2011     | Arnaldo Abrantes Marcos Chuva João Ferreira Ricardo Monteiro Yazalde Nascimento                       |

## Résultats

### Finale
La chute violente du 3e relayeur américain, Darvis Patton, juste avant de transmettre le témoin, bouleverse les pronostics, en provoquant également l'élimination du Royaume-Uni (Harry Aikines-Aryeetey, peut-être à l'origine de la chute, s'étant arrêté). Cette chute oblige aussi le dernier relayeur de Trinité-et-Tobago à s'écarter de sa trajectoire : il arrive néanmoins à terminer l'épreuve, en dernière position, mais dans un temps sans commune mesure à celui obtenu en série, nettement inférieur à 38 s. À part les deux premières arrivées, aucune autre équipe n'améliore le temps obtenu en série, ce qui est une première lors des Championnats du monde. L'écart entre le 1er et le 2e et entre le 1er et le 3e est le plus important jamais enregistré depuis 1983 et les premiers championnats du monde à Helsinki.
| Rang               | Pays                       | Athlète                                                                  | Temps        |
| ------------------ | -------------------------- | ------------------------------------------------------------------------ | ------------ |
| Médaille d'or      | Jamaïque                   | Nesta Carter Michael Frater Yohan Blake Usain Bolt                       | 37 s 04 (WR) |
| Médaille d'argent  | France                     | Teddy Tinmar Christophe Lemaitre Yannick Lesourd Jimmy Vicaut            | 38 s 20 (SB) |
| Médaille de bronze | Saint-Christophe-et-Niévès | Jason Rogers Kim Collins Antoine Adams Brijesh Lawrence                  | 38 s 49      |
| 4                  | Pologne                    | Paweł Stempel Dariusz Kuć Robert Kubaczyk Kamil Kryński                  | 38 s 50      |
| 5                  | Italie                     | Michael Tumi Simone Collio Emanuele Di Gregorio Fabio Cerutti            | 38 s 96      |
| 6                  | Trinité-et-Tobago          | Keston Bledman Marc Burns Aaron Armstrong Richard Thompson               | 39 s 01      |
|                    | Royaume-Uni                | Christian Malcolm Craig Pickering Marlon Devonish Harry Aikines-Aryeetey | DNF          |
|                    | États-Unis                 | Trell Kimmons Justin Gatlin Darvis Patton Walter Dix                     | DNF          |

### Séries
| Rang | Pays           | Athlète                                                            | Temps          |
| ---- | -------------- | ------------------------------------------------------------------ | -------------- |
| 1    | États-Unis     | Trell Kimmons Justin Gatlin Maurice Mitchell Travis Padgett        | 37 s 79 (WL) Q |
| 2    | France         | Teddy Tinmar Christophe Lemaitre Yannick Lesourd Jimmy Vicaut      | 38 s 38 (SB) Q |
| 3    | Portugal       | Ricardo Monteiro João Ferreira Arnaldo Abrantes Yazalde Nascimento | 39 s 09 (SB)   |
| 4    | Ghana          | Emmanuel Kubi Tim Abeyie Ashhad Agyapong Aziz Zakari               | 39 s 17        |
| 5    | Taipei chinois | Wang Wen-Tang Liu Yuan-Kai Tsai Meng-Lin Yi Wei-Chen               | 39 s 30        |
|      | Brésil         | Diego Cavalcanti Sandro Viana Nilson Andrè Bruno de Barros         | DQ             |
|      | Suisse         | Pascal Mancini Reto Schenkel Alex Wilson Marc Schneeberger         | DNF            |

| Rang | Pays                       | Athlète                                                         | Temps          |
| ---- | -------------------------- | --------------------------------------------------------------- | -------------- |
| 1    | Trinité-et-Tobago          | Keston Bledman Marc Burns Aaron Armstrong Richard Thompson      | 37 s 91 (SB) Q |
| 2    | Jamaïque                   | Nesta Carter Michael Frater Yohan Blake Dexter Lee              | 38 s 07 (SB) Q |
| 3    | Saint-Christophe-et-Niévès | Jason Rogers Kim Collins Antoine Adams Brijesh Lawrence         | 38 s 47 (NR) q |
| 4    | Japon                      | Yuichi Kobayashi Masashi Eriguchi Shinji Takahira Hitoshi Saito | 38 s 66 (SB)   |
| 5    | Afrique du Sud             | Hannes Dreyer Ofentse Mogawane Roscoe Engel Thuso Mpuang        | 38 s 72 (SB)   |
| 6    | Chine                      | Chen Qiang Liang Jiahong Su Bingtian Lao Yi                     | 38 s 87 (SB)   |
| 7    | Porto Rico                 | Marcos Amalbert Carlos Rodríguez Marquis Holston Miguel López   | 39 s 04 (NR)   |
|      | Allemagne                  | Tobias Unger Marius Broening Sebastian Ernst Alex Schaf         | DNF            |

| Rang | Pays         | Athlète                                                                       | Temps                    |
| ---- | ------------ | ----------------------------------------------------------------------------- | ------------------------ |
| 1    | Royaume-Uni  | Christian Malcolm Craig Pickering Marlon Devonish Harry Aikines-Aryeetey      | 38 s 29 (SB) Q           |
| 2    | Pologne      | Pawel Stempel Dariusz Kuć Robert Kubaczyk Kamil Krynski                       | 38 s 37 (SB) Q           |
| 3    | Italie       | Michael Tumi Simone Collio Emanuele Di Gregorio Fabio Cerutti                 | 38 s 41 (SB) q           |
| 4    | Australie    | Anthony Alozie Matt Davies Aaron Rouge-Serret Isaac Ntiamoah                  | 38 s 69 (SB)             |
| 5    | Corée du Sud | Yeo Ho-suah Cho Kyu-won Kim Kuk-young Lim Hee-nam                             | 38 s 94 (NR), DQ en 2012 |
| 6    | Canada       | Sam Effah Gavin Smellie Jared Connaughton Justyn Warner                       | 39 s 28                  |
| 7    | Thaïlande    | Weerawat Pharueang Suppachai Chimdee Sompote Suwannarangsri Jirapong Meenapra | 39 s 54 (SB)             |
|      | Pays-Bas     | Giovanni Codrington Brian Mariano Jerrel Feller Patrick van Luijk             | DQ                       |

## Légende
Records et Performances
- AR : Record continental (area record)
- CR : Record des championnats (championship record)
- MR : Record du meeting (meet record)
- NR : Record national (national record)
- OR : Record olympique (olympic record)
- PR : Record paralympique (paralympic record)
- PB : Record personnel (personal best)
- SB : Meilleure performance personnelle de la saison (season's best)
- WL : Meilleure performance mondiale de l'année (world leader)
- WJR : Record du monde junior (world junior record)
- WR : Record du monde (world record)

Circonstances et Conditions
- DNF : N'a pas terminé (did not finish)
- DNS : N'a pas pris le départ (did not start)
- DQ : Disqualification (disqualification)
- NM : Aucun essai valable enregistré (No Mark)
- Q : Qualifié « directement » au prochain tour (ou à la prochaine compétition), lors d'une compétition majeure, grâce au classement ou à la réalisation des minima (automatic qualifier)
- q : Qualifié au prochain tour (ou à la prochaine compétition), lors d'une compétition majeure, grâce au repêchage ou à la réalisation de l'une des meilleures performances parmi celles des « non qualifiés directement » (grâce au meilleur temps ou à la meilleure distance par exemple) (secondary qualifier)